# ラモン・ローチ・ジュニア
ラモン・ローチ・ジュニア（Lamont Roach Jr.、1995年8月18日 - ）は、アメリカ合衆国のプロボクサー。ワシントンD.C.出身。現WBA世界スーパーフェザー級王者。
父親とともにNoXcuseボクシングを主宰している。

## 来歴

### アマチュア時代
2013年5月、ナショナル・ゴールデン・グローブにライト級(60kg)で出場し、優勝した。また、同年の全米ユース選手権でも優勝した。
アマチュア時代の戦績は125勝15敗。

### プロ時代
2014年3月、メリーランド大学カレッジパーク校在学中にゴールデンボーイ・プロモーションズと契約し、プロに転向。
2014年4月19日、ワシントンD.C.のDCアーモリーでプロデビュー戦を行い、4回3-0の判定勝ち。
2017年1月28日、カリフォルニア州インディオのファンタジー・スプリングス・リゾート・カジノにてフランシスコ・バルガス対ミゲール・ベルチェットの前座でアレハンドロ・バルデスとWBCユース世界スーパーフェザー級シルバー王座決定戦を行い、初回1分41秒KO勝ちを収め王座獲得に成功した。
2018年7月20日、キンタナ・ロー州のグランド・オアシス・アリーナにてデイビ・フリオ・バッサとWBOインターナショナルスーパーフェザー級王座決定戦を行い、6回終了時TKO勝ちを収め王座獲得に成功した。
2019年5月4日、ネバダ州ラスベガスのT-モバイル・アリーナにてサウル・アルバレス対ダニエル・ジェイコブスの前座でNABOスーパーフェザー級王者ジョナサン・オケンドと対戦し、10回3-0の判定勝ちを収め、2度目のWBOインターナショナル王座防衛に成功すると同時にNABO王座獲得に成功した。
2019年11月9日、カリフォルニア州フレズノのグリズリーズ・スタジアムでWBO世界スーパーフェザー級王者ジャメル・ヘリングに挑戦し、12回0-3（2者が111-117、113-115）の判定負けを喫し王座獲得に失敗した。この試合でヘリングは30万ドル（約3200万円）、ローチは10万ドル（約1100万円）のファイトマネーを稼いだ。
2021年12月18日、テキサス州サンアントニオのAT&Tセンターにてヒルベルト・ラミレス対ユニエスキ・ゴンサレスの前座で元WBA世界スーパーフェザー級レギュラー王者レネ・アルバラードとNABA同級王座決定戦を行い、10回3-0の判定勝ちを収め王座獲得に成功した。
2022年7月16日、アンヘル・ロドリゲスと対戦し、12回3-0の判定勝ちを収めた。この試合を最後に契約が満了したゴールデンボーイ・プロモーションズを離れ、父親とともに主宰するNoXcuseボクシングの所属選手となった。
2023年5月25日、WBA世界スーパーフェザー級王者エクトール・ルイス・ガルシアと1位のローチとの指名試合に於ける入札が行われ、父親のローチ・シニアが率いるNoXcuseボクシングが提示した351,000ドルに対してガルシアを擁するTGBプロモーションズが410,000ドルを提示した為、落札を許す結果となり、ファイトマネーはガルシアが75%に当たる307,500ドル（約4800万円）、ローチは25%に当たる102,500ドル（約1600万円）となった。
2023年11月25日、ネバダ州ラスベガスのミケロブ・ウルトラ・アリーナにてデビッド・ベナビデス対デメトリアス・アンドラーデの前座でWBA世界スーパーフェザー級王者エクトール・ルイス・ガルシアに挑戦し、最終回でダウンを奪い12回2-1（114-113、113-114、116-111）の判定勝ちを収め王座獲得に成功した。
2024年6月28日、ワシントンD.C.のエンターテイメント・アンド・スポーツ・アリーナにてWBA世界スーパーフェザー級12位のフィアガル・マクローリーと対戦し、8回2分51秒TKO勝ちを収め王座の初防衛に成功した。
2025年3月1日、ニューヨーク市ブルックリン区のバークレイズ・センターで1階級上のWBA世界ライト級王者ジャーボンテイ・デービスに挑戦し、善戦するも12回0-1（113-115、114-114×2）の判定で引き分け王座獲得に失敗した。なお、9回途中にデービスが突然キャンバスに膝をついてリングサイドに向かい、試合中にも関わらずセコンドがタオルでデービスの顔を拭く珍事が起こったが、これがノックダウンとしてカウントされなかったことが物議を醸した。試合後にデービスはこの出来事について「2日前にヘアスタイリストが俺の髪型を整える時に使用したグリース（整髪料）が汗で流れ、目に付着して焼けるような痛みを感じたからだ」と主張したが、デービスのスタイリングを担当した女性ヘアスタイリストは「彼の髪を整えたのは水曜日。試合の日は土曜日よ！彼はその後に記者会見、トレーニング、計量も行っていたし、それは言い訳にならないわ。一体私がどれだけのグリースを使ったと言うの？」と反論している。ローチは「もしあれがノックダウンとしてカウントされていたら、俺は判定で勝っていただろう」と主張し、ローチ陣営はニューヨーク州アスレチック・コミッション（NYSAC）に、改めてノックダウンとしてカウントし試合の判定を覆すよう抗議文を提出したが、NYSACはレフェリーのスティーブ・ウィリスがミスを犯したとを認めつつ、「レフェリーがノックダウンでないと判断した後も試合は3ラウンド以上続き、両選手はその裁定に合わせて（戦略を）調整して戦い続けたため、レフェリーの裁定は直接的に勝敗を決定づけるものではなかった」としてローチ陣営の抗議を棄却した。

## 戦績
- アマチュアボクシング：140戦 125勝 15敗
- プロボクシング：28戦 25勝 (10KO) 1敗 2分

| 戦           | 日付           | 勝敗 | 時間    | 内容    | 対戦相手                       | 国籍           | 備考                                                                                             |
| ------------ | -------------- | ---- | ------- | ------- | ------------------------------ | -------------- | ------------------------------------------------------------------------------------------------ |
| 1            | 2014年4月19日  | ☆    | 4R      | 判定3-0 | ビクトル・ガリンド             | プエルトリコ   | プロデビュー戦                                                                                   |
| 2            | 2014年6月5日   | ☆    | 1R 終了 | TKO     | ミゲル・アントニオ・ロドリゲス | アメリカ合衆国 |                                                                                                  |
| 3            | 2014年9月6日   | ☆    | 4R      | 判定2-0 | ロッコ・エスピノーサ           | アメリカ合衆国 |                                                                                                  |
| 4            | 2014年10月30日 | ☆    | 1R 2:11 | TKO     | ラファエル・フランシス         | アメリカ合衆国 |                                                                                                  |
| 5            | 2014年12月6日  | ☆    | 4R      | 判定3-0 | アレクサンデル・シャルネコ     | プエルトリコ   |                                                                                                  |
| 6            | 2015年1月20日  | ☆    | 4R 2:34 | TKO     | ハーバート・クォーティ         | ガーナ         |                                                                                                  |
| 7            | 2015年4月18日  | ☆    | 6R      | 判定3-0 | ホセ・ミゲル・カストロ         | プエルトリコ   |                                                                                                  |
| 8            | 2015年6月30日  | ☆    | 6R      | 判定3-0 | クリスチャン・サンチバネス     | メキシコ       |                                                                                                  |
| 9            | 2015年10月17日 | ☆    | 6R      | 判定3-0 | ホセ・バストス                 | メキシコ       |                                                                                                  |
| 10           | 2016年3月5日   | ☆    | 8R      | 判定3-0 | ヘスス・ルール                 | アメリカ合衆国 |                                                                                                  |
| 11           | 2016年5月7日   | ☆    | 8R      | 判定3-0 | ホセ・アルトゥロ・エスキベル   | メキシコ       |                                                                                                  |
| 12           | 2016年9月2日   | ☆    | 3R 0:07 | KO      | マリオ・アントニオ・マシアス   | メキシコ       |                                                                                                  |
| 13           | 2017年1月28日  | ☆    | 1R 1:41 | KO      | アレハンドロ・バルデス         | メキシコ       | WBCユース・世界スーパーフェザー級シルバー王座決定戦                                              |
| 14           | 2017年6月30日  | ☆    | 10R     | 判定3-0 | ヘスス・バルデス・バラヤン     | メキシコ       | WBCユースシルバー防衛1                                                                           |
| 15           | 2017年10月21日 | ☆    | 1R 2:04 | TKO     | ルイス・イノホサ               | ドミニカ共和国 |                                                                                                  |
| 16           | 2017年11月30日 | ☆    | 10R     | 判定3-0 | レイ・ペレス                   | フィリピン     |                                                                                                  |
| 17           | 2018年4月19日  | △    | 10R     | 判定1-1 | オルランド・クルス             | プエルトリコ   | WBOインターナショナルスーパーフェザー級王座決定戦                                                |
| 18           | 2018年7月20日  | ☆    | 6R 終了 | TKO     | デイビ・フリオ・バッサ         | コロンビア     | WBOインターナショナルスーパーフェザー級王座決定戦                                                |
| 19           | 2018年12月15日 | ☆    | 10R     | 判定3-0 | アルベルト・メルカド           | プエルトリコ   | WBOインターナショナル防衛1                                                                       |
| 20           | 2019年5月4日   | ☆    | 10R     | 判定3-0 | ジョナサン・オケンド           | プエルトリコ   | WBOインターナショナル・NABO北米スーパーフェザー級王座統一戦 WBOインターナショナル防衛2・NABO獲得 |
| 21           | 2019年11月9日  | ★    | 12R     | 判定0-3 | ジャメル・ヘリング             | アメリカ合衆国 | WBO世界スーパーフェザー級王座決定戦                                                              |
| 22           | 2020年10月30日 | ☆    | 3R 2:30 | KO      | ニール・ジョン・タバナオ       | フィリピン     |                                                                                                  |
| 23           | 2021年7月9日   | ☆    | 2R 2:55 | TKO     | ダニエル・ロザス               | メキシコ       |                                                                                                  |
| 24           | 2021年12月18日 | ☆    | 10R     | 判定3-0 | レネ・アルバラード             | ニカラグア     | NABA北米スーパーフェザー級王座決定戦                                                             |
| 25           | 2022年7月16日  | ☆    | 12R     | 判定3-0 | アンヘル・ロドリゲス           | ベネズエラ     |                                                                                                  |
| 26           | 2023年11月25日 | ☆    | 12R     | 判定2-1 | エクトール・ルイス・ガルシア   | ドミニカ共和国 | WBA世界スーパーフェザー級タイトルマッチ                                                          |
| 27           | 2024年6月28日  | ☆    | 8R 2:51 | TKO     | フィアガル・マクローリー       | アイルランド   | WBA防衛1                                                                                         |
| 28           | 2025年3月1日   | △    | 12R     | 判定0-1 | ジャーボンテイ・デービス       | アメリカ合衆国 | WBA世界ライト級タイトルマッチ                                                                    |
| テンプレート |                |      |         |         |                                |                |                                                                                                  |

## 獲得タイトル
- WBCユース世界スーパーフェザー級シルバー王座
- WBOインターナショナルスーパーフェザー級王座
- NABOスーパーフェザー級王座
- NABAスーパーフェザー級王座
- WBA世界スーパーフェザー級王座（防衛1）